# Золленау
Золленау (нем. Sollenau) — ярмарочная коммуна (нем. Marktgemeinde) в Австрии, в федеральной земле Нижняя Австрия.
Входит в состав округа Винер-Нойштадт. Население составляет 4610 человек (на 31 декабря 2005 года). Занимает площадь 10,69 км². Официальный код — 32327.

## Политическая ситуация
Бургомистр коммуны — Отто Кёниг (СДПА) по результатам выборов 2005 года.
Совет представителей коммуны (нем. Gemeinderat) состоит из 25 мест.
- СДПА занимает 18 мест.
- АНП занимает 5 мест.
- АПС занимает 1 место.
- Партия FOSO занимает 1 место.